# Tokugawa Kuninari
Tokugawa Kuninari  (徳川 圀斉, , 1912 - 20 de maio de 1986) foi 14º Líder do Ramo Mito dos Tokugawa. Foi Presidente do Jardim Botânico de Mito se especializando em orquídeas 
| Precedido por Tokugawa Kuniyuki | - 14º Líder do Ramo Mito 1969-1986 | Sucedido por Tokugawa Narimasa |